# Masahiro Inoue
Masahiro Inoue (井上 正大 Inoue Masahiro?,  Prefectura de Kanagawa, Japón, 20 de marzo de 1989) es un actor y artista marcial japonés, afiliado a Box Corporation. Es conocido por su papel de Tsukasa Kadoya/Kamen Rider Decade en Kamen Rider Decade.

## Carrera
Inoue comenzó a actuar interpretando a Keigo Atobe en el musical de The Prince of Tennis The Imperial Presence Hyotei Gakuen, como parte del elenco Hyoutei B. En 2009, interpretó el papel principal de Tsukasa Kadoya en Kamen Rider Decade, así como también en el video musical Journey Through the Decade de Gackt. Más adelante, repitió su papel Tsukasa Kadoya en la serie Kamen Rider Wizard. También apareció en la película Zebraman: Vengeful Zebra City y en la serie Garo: Goldstorm Sho como el antagonista principal, Jinga. Inoue es practicante de Tae Kwon Do. 

## Vida personal
En 2016, Inoue comenzó una relación con la también actriz Jaimie Natsuki; la pareja contrajo matrimonio más tarde ese mismo año. El 17 de abril de 2017, Inoue anunció en su blog el nacimiento de su primer hijo, un varón. La pareja se divorció el 8 de mayo de 2020.

## Filmografía

### Televisión
| Año  | Título                    | Papel                             | Notas             |
| ---- | ------------------------- | --------------------------------- | ----------------- |
| 2009 | Kamen Rider G             | Tsukasa Kadoya/Kamen Rider Decade | Voz, cameo        |
| 2009 | Kamen Rider Decade        | Tsukasa Kadoya/Kamen Rider Decade | Principal         |
| 2009 | Samurai Sentai Shinkenger | Tsukasa Kadoya/Kamen Rider Decade | Episodio 21       |
| 2013 | Kamen Rider Wizard        | Tsukasa Kadoya/Kamen Rider Decade | Episodios 52 y 53 |
| 2015 | Garo: Goldstorm Sho       | Jinga                             |                   |
| 2016 | Garo: Makai Retsuden      | Jinga                             | Episodio 2        |
| 2018 | Kami no Kiba:Jinga        | Jinga                             | Principal         |
| 2018 | Kamen Rider Zi-O          | Tsukasa Kadoya/Kamen Rider Decade | Episodios 13-16   |

### Películas
| Año  | Título                                                                 | Papel                             |
| ---- | ---------------------------------------------------------------------- | --------------------------------- |
| 2009 | Cho Kamen Rider Den-O & Decade Neo Generations: The Onigashima Warship | Tsukasa Kadoya/Kamen Rider Decade |
| 2009 | Kamen Rider Decade: All Riders vs. Dai-Shocker                         | Tsukasa Kadoya/Kamen Rider Decade |
| 2009 | Kamen Rider × Kamen Rider Double & Decade: Movie War 2010              | Tsukasa Kadoya/Kamen Rider Decade |
| 2010 | Zebraman 2: Attack on Zebra City                                       | Shinpei Asano                     |
| 2012 | Kamen Rider × Super Sentai: Super Hero Taisen                          | Tsukasa Kadoya/Kamen Rider Decade |
| 2014 | Heisei Riders vs. Shōwa Riders: Kamen Rider Taisen feat. Super Sentai  | Tsukasa Kadoya/Kamen Rider Decade |
| 2014 | Taekwondo Damashii: Rebirth                                            |                                   |